# Кабанильес, Хуан
Хуан Кабанильес (Joan Baptiste Josep Cabanilles, 1644—1712) — испанский органист, композитор. Один из крупнейших органистов добаховской эпохи, один из выдающихся мастеров и глава испанской органной школы XVII века.
С 1665 года — органист Кафедрального собора в Валенсии. В 1668 году был посвящён в духовный сан.
Заложил многие основы испанской национальной клавирной техники. Его произведения стали образцом для композиторов последующих поколений. Кабанильес является автором множества произведений для органа, них он широко использовал вариационный метод.
Автор многочисленных сочинений для органа (токкаты, пассакальи, гальярды, тьентос и др.).
Его учеником был Хосе Элиас.